# 푸르른 날에
《푸르른 날에》는 2018년 제작된 대한민국의 드라마 영화이다.

## 출연진
주연
- 감승민 - 석윤 역
- 주가영 - 설란 역

조연
- 박수연 - 옥순 역
- 양조아 - 여정 역
- 인현진 - 순주 역

## 삽입곡
- 배인숙 - 누구라도 그러하듯이
- 김정미 - 바람